# Aktuell fotografi
Aktuell fotografi var en svensk fototidskrift grundad 1972. Bakom tidningen stod förlaget Fyra förläggare. De fyra förläggarna var Jan Olsheden, Gerry Johansson, Werner Noll och Yngve Neglin. Tidningen förvärvades 1989 (eller kanske 1988) av Aller media som 1992 slog samman tidskriften med den 1992 förvärvade Foto. 
Tidningen behandlade både teknisk utrustning och fotografering  och presenterade fotografer från hela världen. 